# バオロク
バオロク（ベトナム語：Thành phố Bảo Lộc / 城庯保祿）はベトナムの中部高原地方のラムドン省の都市である。ブラオ茶が有名である。2017年時点で人口は170,920人で、面積は235.3km²である。

## 行政区画
- 第1坊（Phường 1）
- 第2坊（Phường 2）
- ブラオ坊（B'lao）
- ロクファット坊（Lộc Phát / 祿發）
- ロクソン坊（Lộc Sơn / 祿山）
- ロクティエン坊（Lộc Tiến / 祿進）
- ダイラオ社（Đại Lào / 大勞）
- ダムブリ社（Đạm Bri）
- ロクチャウ社（Lộc Châu / 祿州）
- ロクガー社（Lộc Nga / 祿峨）
- ロクタイン社（Lộc Thanh / 祿清）